# Petru Cristea
Petru Cristea (n. 1879, Nojorid – d. 1942, Nojorid) a fost delegat al comunei Nojorid la Marea Adunare Națională de la Alba-Iulia din 1 decembrie 1918.

## Biografie
Acesta era agricultor și avea studii de 5 clase primare.